# ジャック・ジャンセン
ジャック・ジャンセン（Jacques Jansen, 1913年11月22日 – 2002年3月13日）はフランスのバリトン歌手。本名はジャック・トゥパン（Jacques Toupin）。

## 略歴
1941年にジュネーヴ大劇場においてクロード・ドビュッシーの抒情劇『ペレアスとメリザンド』のペレアス役でデビューを果たした。翌1942年にロジェ・デゾルミエールの指揮でペレアス役を録音し、その後はアンドレ・クリュイタンスやデジレ＝エミール・アンゲルブレシュトの録音でもペレアス役に抜擢された。
最も有名なペレアス歌手として今日に名を遺すが、『優雅なインドの国々』などのバロック・オペラや、ミヨーの『クリストフ・コロンブ』など近現代のオペラ、レハールの『メリー・ウィドウ』などオペレッタの上演にも参加し、ドイツ・リートも取り上げた。